# Baudenbach

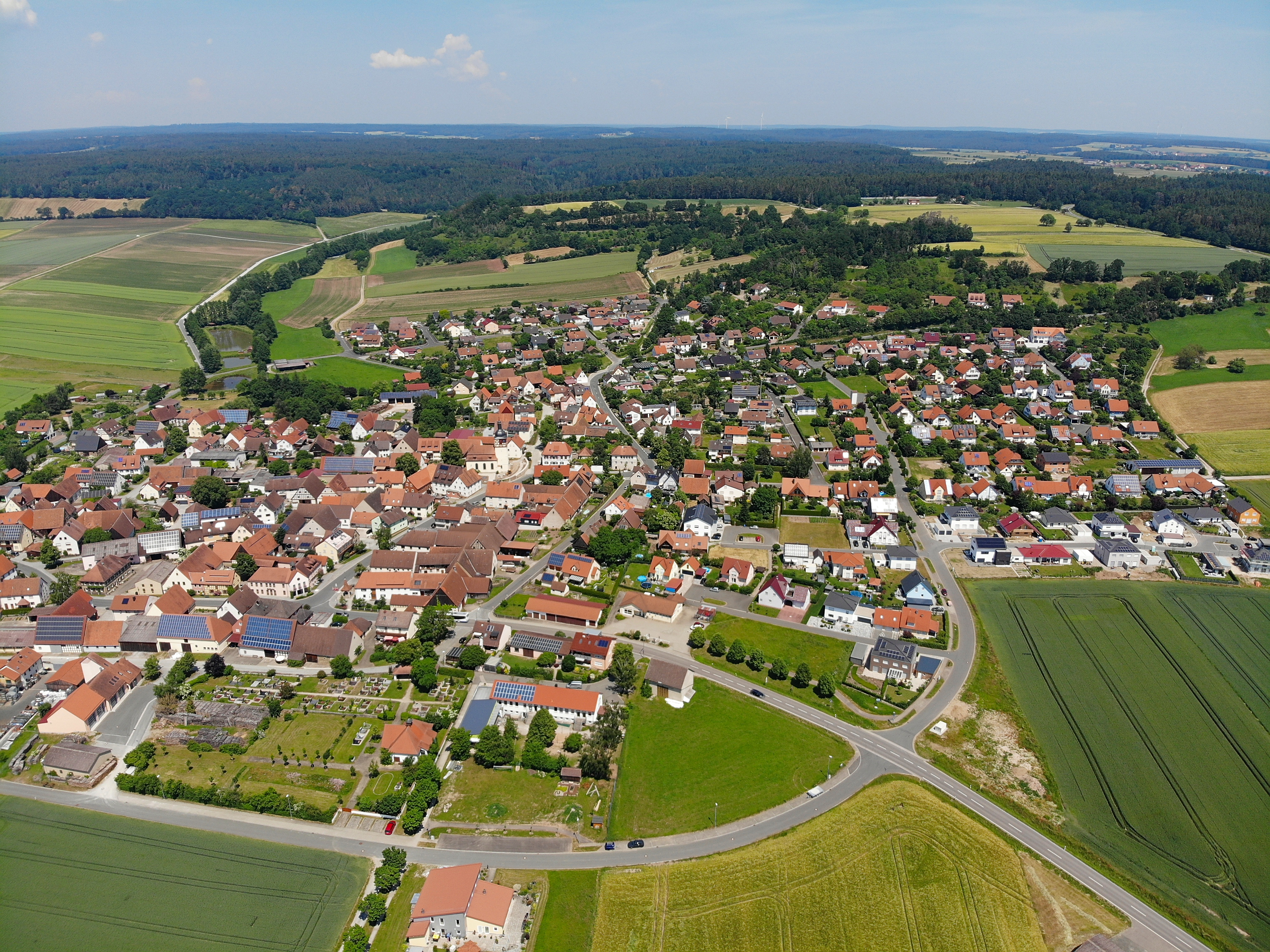
Baudenbach Luftaufnahme (2021)

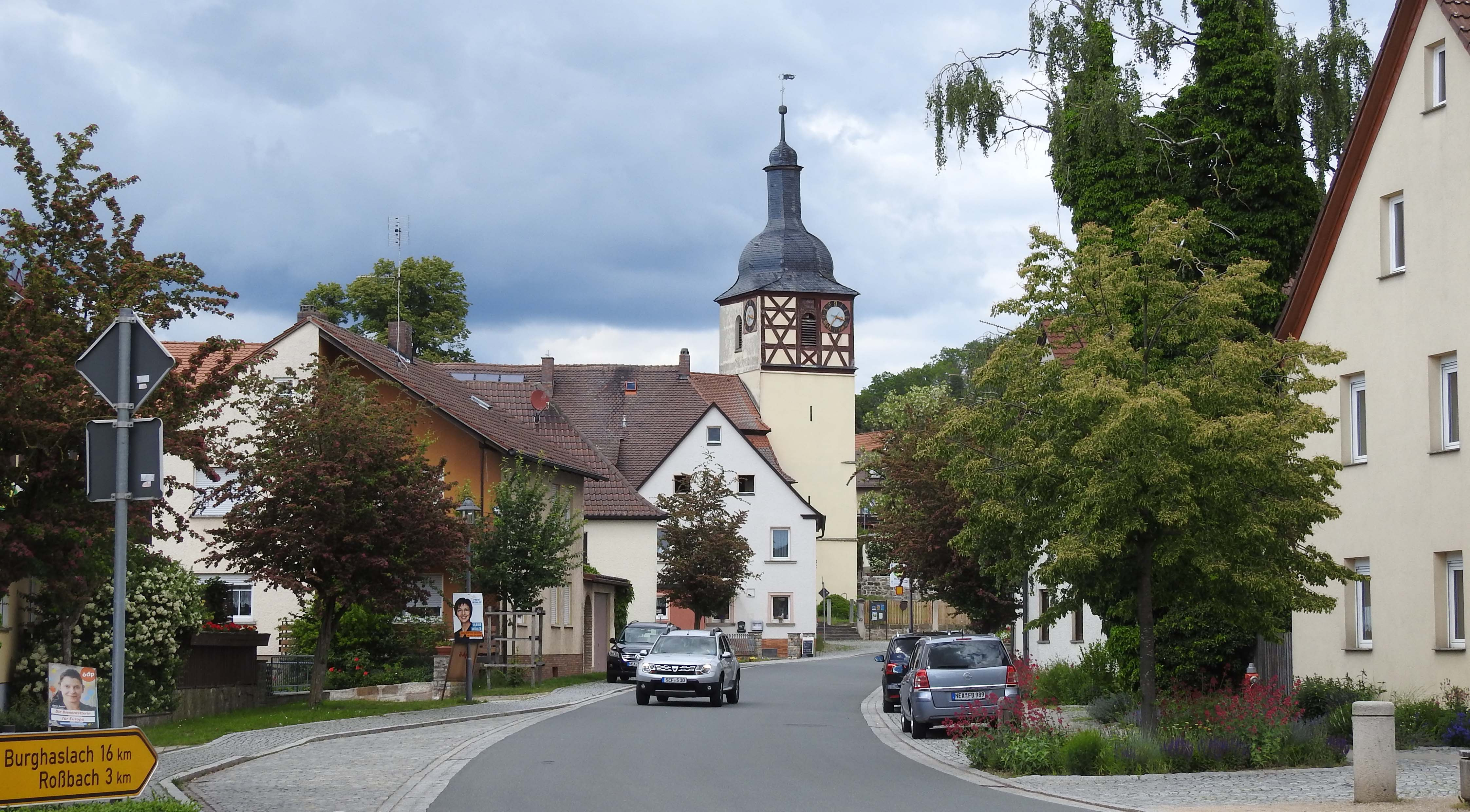
Marktplatz mit Kirche St. Lambert von Süden

Baudenbach ist eine Marktgemeinde im Landkreis Neustadt an der Aisch-Bad Windsheim (Mittelfranken, Bayern) und Mitglied der Verwaltungsgemeinschaft Diespeck.

## Geografie

### Geografische Lage
Die Gemeinde liegt in den südlichen Ausläufern des Steigerwaldes. Die Siedlungsplätze liegen in dem aus Laimbach und Ehebach gebildeten unteren Talzug sowie in einem Nebental der Steinach. Die Bäche fließen nebeneinander zur nahen Aisch.

### Nachbargemeinden
Nachbargemeinden sind (von Norden beginnend im Uhrzeigersinn): Markt Taschendorf, Münchsteinach, Diespeck, Neustadt an der Aisch, Langenfeld, Sugenheim und Scheinfeld.

### Gemeindegliederung
Es gibt sechs Gemeindeteile (in Klammern ist der Siedlungstyp angegeben):
- Baudenbach (Hauptort)
- Frankenfeld (Dorf)
- Hambühl (Kirchdorf)
- Höfen (Dorf)
- Mönchsberg (Dorf)
- Roßbach (Dorf)

Die Einöde Kreuzhof zählt zum Gemeindeteil Frankenfeld.
Es gibt auf dem Gemeindegebiet die Gemarkungen Baudenbach, Frankenfeld, Hambühl, Mönchsberg und Roßbach. Die Gemarkung Baudenbach hat eine Fläche von 10,591 km². Sie ist in 1395 Flurstücke aufgeteilt, die eine durchschnittliche Fläche von 7592,24 m² haben.

## Geschichte
Der Ort wurde 1333/34 als „Butembach“ erstmals urkundlich erwähnt (1421 pawtenpach, ansonsten auch Beuttenbach und Butenbach). Der Ortsname leitet sich vom gleichnamigen Gewässernamen, dem Butembach, ab. Möglicherweise ist dessen Bestimmungswort der Personenname Budo. Ein Mann dieses Namens könnte somit als Gründer der Siedlung angesehen werden. Wahrscheinlicher geht der Bachname jedoch als Bach mit einer Walkmühle auf biute („Beute“, „Walkmühle“) zurück. Gegründet wurde der Ort wahrscheinlich noch im 10. Jahrhundert.
Im Urbar der Burggrafschaft Nürnberg von 1361 wurde der Ort als „Pautenbach“ erwähnt. Zu dieser Zeit hatte ein Marchart von Pautenbach jährlich 30 Heller Zins an die Burggrafschaft zu entrichten. Die meisten Anwesen unterstanden aber anderen Grundherren (Herren Hohenlohe und Kloster Münchsteinach). Im Ort gab es eine St.-Georgs-Kapelle, die von den der Pfarrei Gutenstetten betreut wurde. Am 29. Januar 1438 wurde Baudenbach zur Pfarrei erhoben. 1554 hatte der Ort 8 ganze Höfe, 9 Lehenhöfe und 31 Selden (Viertelhöfe).
Im Dreißigjährigen Krieg wurde Baudenbach 1625 in Brand gesetzt und war 1645 ganz verödet. Baudenbach wurde Mitte des 17. Jahrhunderts Zufluchtsort österreichischer Glaubensflüchtlinge, die dort eine neue Heimat fanden und zum Wiederaufbau nach den Kriegszerstörungen beitrugen.
Vom 10. Dezember 1700 bis 1732 hatte der Markgraf Baudenbach zusammen mit Gutenstetten, Münchsteinach und Schornweisach an den Würzburger Fürstbischof verpfändet. Gegen Ende des 18. Jahrhunderts gab es in Baudenbach 51 Anwesen. Das Hochgericht übte das brandenburg-bayreuthische Stadtvogteiamt Neustadt an der Aisch aus. Die Dorf- und Gemeindeherrschaft hatte das brandenburg-bayreuthische Klosteramt Münchsteinach. Alle Anwesen hatten das Fürstentum Bayreuth als Grundherrn (Klosteramt Münchsteinach: 6 Höfe, 1 Mühle, 15 Güter, 13 Sölden, 2 Halbsölden, 7 Häckersgütlein, 1 Tropfhaus, 2 Häuser, 1 Badstube; Klosteramt Birkenfeld: 1 Wirtshaus, 1 Widemgut; Kasten- und Jurisdiktionsamt Dachsbach: 1 Widemgut).
Von 1797 bis 1810 unterstand der Ort dem Justizamt Dachsbach und Kammeramt Neustadt. 1810 kam Baudenbach zum Königreich Bayern. Im Rahmen des Gemeindeedikts wurde 1811 der Steuerdistrikt Baudenbach gebildet, zu dem Ehe, Frankenfeld, Hambühl, Hanbach, Obermühle, Stübach und Untermühle gehörten. 1813 wurde die Ruralgemeinde Baudenbach gebildet, zu der Frankenfeld, Hanbach, Ober- und Untermühle gehörten. Mit dem Zweiten Gemeindeedikt (1818) entstanden daraus drei Ruralgemeinden:
- Baudenbach,
- Frankenfeld mit Ober- und Untermühle und
- Hanbach.[16][17]

Die Ruralgemeinde Baudenbach war in Verwaltung und Gerichtsbarkeit dem Landgericht Neustadt an der Aisch zugeordnet und in der Finanzverwaltung dem Rentamt Neustadt an der Aisch (1919 in Finanzamt Neustadt an der Aisch umbenannt, seit 1972 Finanzamt Uffenheim). Ab 1862 gehörte Baudenbach zum Bezirksamt Neustadt an der Aisch (1939 in Landkreis Neustadt an der Aisch umbenannt). Die Gerichtsbarkeit blieb beim Landgericht Neustadt an der Aisch (1879 in das Amtsgericht Neustadt an der Aisch umgewandelt). Die Gemeinde hatte 1964 eine Gebietsfläche von 10,589 km².

### Eingemeindungen
Am 1. Juli 1969 wurde die Gemeinde Frankenfeld eingegliedert. Am 1. Juli 1971 kamen Mönchsberg und Roßbach hinzu. Am 1. Januar 1972 folgte Hambühl.

### Einwohnerentwicklung
Im Zeitraum 1988 bis 2018 stieg die Einwohnerzahl von 972 auf 1159 um 187 Einwohner bzw. um 19,2 %.
Gemeinde Baudenbach
| Jahr      | 1987   | 2007   | 2008   | 2009   | 2010   | 2011   | 2012   | 2013   | 2014   | 2015   | 2016   |
| Einwohner | 970    | 1221   | 1217   | 1198   | 1199   | 1163   | 1148   | 1165   | 1165   | 1171   | 1153   |
| Häuser    | 281    |        |        |        |        |        |        | 545    | 547    | 553    | 553    |
| Quelle    | [ 22 ] | [ 23 ] | [ 23 ] | [ 23 ] | [ 23 ] | [ 23 ] | [ 23 ] | [ 23 ] | [ 23 ] | [ 23 ] | [ 23 ] |

Ort Baudenbach (= Gemeinde Baudenbach bis zur Gebietsreform)
| Jahr      | 1818   | 1840   | 1852   | 1855   | 1861   | 1867   | 1871   | 1875   | 1880   | 1885   | 1890   | 1895   | 1900   | 1905   | 1910   | 1919   | 1925   | 1933   | 1939   | 1946   | 1950   | 1952   | 1961   | 1970   | 1987   | 2014   |
| Einwohner | 359    | 467    | 435    | 460    | 473    | 460    | 484    | 500    | 501    | 482    | 448    | 467    | 496    | 496    | 465    | 446    | 423    | 379    | 358    | 569    | 577    | 541    | 456    | 473    | 541    | 735    |
| Häuser    | 65     | 80     |        |        |        |        | 82     |        |        | 82     | 84     |        | 87     |        |        |        | 86     |        |        |        | 86     |        | 93     |        | 161    |        |
| Quelle    | [ 24 ] | [ 25 ] | [ 26 ] | [ 26 ] | [ 27 ] | [ 28 ] | [ 29 ] | [ 30 ] | [ 31 ] | [ 32 ] | [ 33 ] | [ 26 ] | [ 34 ] | [ 26 ] | [ 35 ] | [ 26 ] | [ 36 ] | [ 26 ] | [ 26 ] | [ 26 ] | [ 37 ] | [ 26 ] | [ 19 ] | [ 38 ] | [ 22 ] | [ 39 ] |

## Politik

### Marktgemeinderat
Die Kommunalwahlen seit 2002 führten zu folgenden Sitzverteilungen:
|                            | 2002 | 2008 | 2014 | 2020 |
| -------------------------- | ---- | ---- | ---- | ---- |
| CSU/Freie Bürger           | 6    | 6    | 5    | 5    |
| Wählergemeinschaft Hambühl | 2    | 2    | 2    | 2    |
| Freie Wähler               | 4    | 4    | 5    | 5    |

### Bürgermeister
Der 1. Bürgermeister Wolfgang Schmidt gehört der Fraktionsgemeinschaft CSU/Freie Bürger an.

### Wappen und Flagge
Wappen
| Wappen von Baudenbach | Blasonierung: „In Silber auf grünem Schildfuß ein roter Ziehbrunnen mit runden Säulen und Zeltdach; der Brunnentrog belegt mit einem von Silber und Schwarz gevierten Schildchen.“ |
| Wappen von Baudenbach | Wappenbegründung: Der Brunnen stellt den Marktbrunnen aus dem Jahr 1544 dar. Das gevierte Schildchen ist das Wappen der Zollern und erinnert an die Markrechtsverleihung durch Friedrich von Brandenburg-Bayreuth. Die Farben Rot und Silber sind die Farben des brandenburgischen Adlerwappens und weisen auf die einstige Landesherrschaft der Markgrafen von Brandenburg hin. Die Gemeinde Baudenbach führt seit 1949 ein Wappen. |

Flagge
Die Gemeindeflagge ist schwarz-weiß.

## Verkehr
Die Staatsstraße 2256 führt zu einer Anschlussstelle der Bundesstraße 8 bei Langenfeld (2,1 km südwestlich) bzw. nach Roßbach (3,2 km nordöstlich). Die Kreisstraße NEA 15 führt nach Stübach (4,1 km südöstlich).
Durch den Ort Baudenbach führt der Wanderweg Roter Flieger.

## Persönlichkeiten
- Lorenz Teufel (1879–1941), Landrat